# Geropotamos (flod)
Geropotamos (græsk: Γεροπόταμος eller Ιερός Ποταμός) er et vandløb på det sydlige Kreta i Grækenland. Dens afvandingsområde er 553 km2. Den har sit udspring på den nordlige skråning af Asterousia-bjergene, nær landsbyen Sternes. Den løber mod vest gennem Messarasletten og løber ud i det libyske hav nær Tympaki. Floden bidrog til vandforsyningen af den gamle minoiske bosættelse Phaistos. Ieropotamos blev stærkt tiltrukket af minoerne på grund af landbrugets intensitet, selv i bronzealderen på Phaistos. 